# Culture Club
Culture Club est un groupe new wave et pop anglais, d'influence soul-funk, formé à Covent Garden (Londres) en avril 1981 par Mikey Craig et Boy George, rejoints ensuite par Jon Moss et Roy Hay.
Le groupe connaît un succès mondial durant les années 1980 avec une dizaine de chansons telles que Do You Really Want to Hurt Me, Karma Chameleon, It's a Miracle, Love Is Love ou The War Song. Ses ventes de disques sont estimées à cinquante millions dans le monde.

## Débuts: 1981-1982

### Du club Planets à Culture Club
À l'origine du groupe, c'est la rencontre entre Boy George et Mikey Craig (en) en avril 1981 au Blitz Club (en), une discothèque située dans le quartier londonien de Covent Garden. Ce dernier a découvert George, surnommé le Lieutenant Lush dans le groupe anglais Bow Wow Wow, dans une photo de l'hebdomadaire New Musical Express au côté d'Annabella Lwin (en), elle-même leader de ce groupe créé par Malcolm McLaren.
Mikey Craig est un ancien DJ et un bassiste autodidacte qui a eu connaissance des qualités vocales de George O'Dowd. Le personnage l'étonne, il a alors le souhait de rencontrer Boy George avec l'intention de former un groupe avec lui.
Grâce à un ami interposé, les deux hommes se rencontrent dans une boîte de nuit appelée Planets dans laquelle Boy George officie en tant que disc-jockey en dehors de ses brèves activités avec Bow Wow Wow. Pour Mikey Craig, cette entrevue fait date : « Ce fut le début de tout. Le groupe n'a vraiment pris forme que lors de la venue de Jon. »
Le projet de groupe se construit vraiment avec Jon Moss, batteur professionnel qui a fait ses armes depuis son adolescence dans de nombreux groupes punk rock anglais dont London, The Edge, les renommés The Damned ou Adam and the Ants, tout en refusant de rejoindre le groupe américain les Ramones. Toutefois, il joue de la batterie durant trois mois avec le légendaire groupe The Clash. Les compétences acquises de Jon Moss dans le monde de la musique pendant les années 1970 sont un atout important pour la nouvelle formation musicale et à sa viabilité dans la durée.

Lors de son intégration dans le groupe, Jon se souvient des premières répétitions : 

« C'était affreux. Il ne se passait rien du tout mais il y avait quelque chose. C'était loufoque. Je me suis dit : « C'est juste ce que je recherche ». Ils n'avaient évidemment aucune expérience et ils voulaient faire quelque chose. Ils avaient besoin de moi, et j'avais besoin d'eux. De plus, ils n'étaient pas cyniques ; j'ai senti qu'on pourrait travailler et s'amuser aussi ensemble. »

Afin de compléter le groupe auquel manque un guitariste, ils engagent pendant seulement quelques mois John Suede, un ami de longue date de George, apparaissant notamment dans les premières photos de publicité du groupe. Suede est remplacé par Roy Hay en juillet 1981 après une audition.
Selon Roy, au sujet de cette première rencontre : « La chose qui m'a impressionné, c'était la voix de George. Je ne pensais pas qu'il aurait été capable de chanter, pour être tout à fait honnête. »

Hay est à la fois un guitariste et un claviériste. Le musicien est sollicité par Jon Moss et Boy George pour rejoindre le groupe,. Le choix de Roy Hay présente un intérêt pour Boy George, exprimant ainsi ses raisons : 

« Je voulais quelqu'un qui n'avait jamais entendu parler de moi, pas quelqu'un des clubs (londoniens). Roy était de la banlieue, où il avait joué dans un groupe appelé Russian Bouquet. Il était juste ce que je voulais. Quelqu'un qui était de la vraie banlieue et qui voulait réussir. Je voulais commencer par un vrai groupe… J'avais besoin d'une force musicale. »

Lors de la constitution du groupe, le quartet connaît plusieurs changements de noms tels que Sex Gang Children, une mauvaise idée par la suite abandonnée d'un commun accord, ou d'autres beaucoup plus neutres et acceptables comme In Praise Of Lemmings, Caravan Club, Can't Wait Club et surtout Culture Club. À l'origine, ce dernier nom retenu est une évidence vis-à-vis des diverses origines culturelles de chacun des membres du groupe, ce que remarque Jon Moss avec humour, : « Regarde-nous : un Irlandais androgyne, un juif, un noir anglo-jamaicain et un anglo-saxon. »
C'est à partir de l'été 1981 que la formation est complète avec dans l'ordre dans sa composition : 
- George O'Dowd dit « Boy George », né le 14 juin 1961 à Bexley (Londres) : chanteur.
- Michael Emile « Mikey » Craig, né le 15 février 1960 à Hammersmith (Londres) : bassiste, joueur de keytar et choriste.
- Jonathan Aubrey dit « Jon Moss » : né le 11 septembre 1957 à Wandsworth (Londres) : batteur, percussionniste et choriste.
- Roy Ernest Hay, né le 12 août 1961 à Southend-on-Sea, (Essex) : guitariste, joueur de synthétiseur, pianiste et choriste.

Les débuts de Culture Club sont laborieux en matière d'écriture de chansons et de création musicale. Durant les six premiers mois, la formation se concentre essentiellement sur la composition des titres et sur le processus de création d'une chanson en voulant la même chose musicalement. C'est dans un contexte d'apprentissage que Culture Club se forme en autodidacte. À ce sujet, Hay rapporte que : 

« Aucun de nous ne savait comment écrire des chansons, donc nous avons vraiment appris ensemble au sein du groupe, démocratiquement.[…] Nous voulions tous en savoir plus sur nos instruments afin de pouvoir en tirer le maximum. Même George se rendait compte que sa voix était un instrument au même titre que ma guitare. »

Les styles de musique qu’apprécient le groupe vont de la pop des années 1970 au hard rock, passant par du reggae, du disco, du jazz-rock et de la soul de Philadelphie.

### Le tremplinDo You Really Want to Hurt Me
L'aventure musicale de Culture Club commence par plusieurs maquettes enregistrées auprès de la maison de disques EMI qui ne sont pas retenues par la suite. Ces démos, enregistrées en partie avec John Suede à la guitare, sont quatre inédits ne figurant pas sur leur premier album. Il y a : I'm An Animal, Kissing to Be Clever, The Eyes of Medusa et Put it Down. Les deux dernières chansons citées sont respectivement les premiers morceaux composés par Boy George et Roy.
Le groupe fait son premier concert le 24 octobre 1981, une prestation scénique se déroulant dans un club nommé le Crocs à Rayleigh dans le comté de l'Essex, près de la ville natale de Roy Hay. Puis, au début de l'année 1982 la maison de disques Virgin Records accepte d'engager le nouveau groupe.
Les deux premiers 45 tours, White Boy, sorti en mai 1982 et I'm Afraid of Me, sorti en juin, sont des flops dans les charts anglais et européens. Le troisième titre Do You Really Want to Hurt Me, soutenu par la maison de disques, sort pendant l'été et change définitivement le destin du groupe anglais. Ce titre à la question étrange, qui signifie en français : « Veux-tu vraiment me faire du mal », devient le hit incontournable de la fin de l'année 1982.
La bande des quatre fait ses débuts radiophoniques avec ce titre dans le Peter Powell Show sur les ondes de la BBC Radio One. Peu de temps après, le groupe fait des apparitions dans les émissions musicales populaires, Top of the Pops et The Late Breakfast Show (en) qui propulsent à la mi-septembre Do You Really Want to Hurt Me en tête des classements en Grande-Bretagne.
Le succès est instantané, Do You Really Want to Hurt Me se vend à six millions et demi d'exemplaires dans le monde, se classant au sommet des hit-parades en Angleterre, en France avec plus d'un million de 45 tours vendus, en Australie et dans toute l'Europe.
Les téléspectateurs français découvrent Culture Club à l'occasion de l'émission musicale Les Enfants du rock de Philippe Manœuvre et de Jean-Pierre Dionnet pendant l'été 1982, présentant le vidéo-clip de ce nouveau groupe anglais avec son titre pop accrocheur teinté de reggae et avec son chanteur à la voix soul dont le look androgyne marque les esprits de l'époque.
Dans la foulée, les quatre musiciens sortent en octobre 1982 leur premier album Kissing to Be Clever, avec comme autre extrait le rythmique plein d'entrain aux sonorités caribéennes I'll Tumble 4 Ya et Time (Clock of the Heart) qui gravissent les charts avec succès. En France, ces titres connaissent une diffusion régulière sur les nouvelles ondes de la FM, Time (Clock of the Heart) est le second succès du groupe qui décroche une 7e place en février 1983 durant une semaine dans les classements.
Le 33 tours Kissing to Be Clever, produit par Steve Levine, se compose de plusieurs titres différents et énergiques intégrant de la pop, du rock, de la new wave, de la soul et des rythmes caribéens. Le tube Do You Really Want to Hurt Me suivi de I'll Tumble 4 Ya et de Love Twist sont les titres majeurs de l'album. Grâce à une pop progressive et riche, le groupe obtient rapidement un succès commercial et critique qui lui permet de devenir une figure incontournable de la carte musicale mondiale. Dans les classements français, Kissing to Be Clever reste présent durant soixante-douze semaines en atteignant la deuxième place des meilleures ventes. Plus tard, Craig résumera l'état d'esprit musical de Kissing to Be Clever : « Le premier album était jeune et brut, il était plein d'idées et d'énergie... »
Début 1983, Culture Club connaît une consécration supplémentaire en devenant le premier groupe depuis les Beatles à avoir trois titres classés dans le top 10 américain du Billboard, dans la catégorie pop avec Do You Really Want to Hurt Me, Time (Clock of the Heart) et I'll Tumble 4 Ya.

## Succès international: 1982-1984

### Raisons d'un succès multiculturel
Dans les années 1982-1983, le groupe devient à la fois célèbre et rapidement reconnaissable grâce à son leader Boy George, de par son esprit vif et son charisme associés à un look ambigu. Cette image rebelle a un grand impact, notamment auprès des adolescentes anglaises qui, par identification, adoptent le style composé de maquillages à outrance, de chapeau, de tresses, de dreadlocks et d'amples robes de l'excentrique personnage Boy George.
À propos de ses admiratrices, Boy George affirme en septembre 1984 dans un magazine de la presse musicale anglaise : « Culture Club est pour les jeunes filles qui ont juste découvert leur liberté. Culture Club est intelligemment rebelle. »
La célébrité de ces nouveaux Fab Four rejaillit à travers les médias, depuis les magazines rock jusqu'à la presse grand public, attirant la curiosité du public en faisant la une de publications du monde entier tels que Newsweek le 21 janvier 1984, Rolling Stone le 10 novembre 1983, People Weekly le 23 avril 1984, Le Nouvel Observateur le 18 mai 1984 et d'autres journaux comme New Sounds ou New Styles, qui assurent une forte communication au groupe.
Boy George et Culture Club deviennent aussi pour le public américain le fer de lance de la grande nouvelle vague (new wave) d'anglomania (en) (symbolisée par Duran Duran, Eurythmics, O.M.D., Heaven 17, New Order, Yazoo, Depeche Mode, Tears for Fears...) qui impose un style, un look, une façon de survivre à travers la musique à la crise économique et au thatchérisme. Relayé par les médias, le groupe devient dans cette première partie des années 1980 un phénomène de société.
Son succès mondial est accompagné par des clips dynamiques qui jouent un rôle majeur dans leur popularité. Par exemple, aux États-Unis sur la chaîne musicale MTV, Culture Club a une place de choix dans la programmation.
À l'origine, la réussite du groupe est liée aussi à une approche intelligente de sa production musicale, qui doit beaucoup à la tradition noire dans la composition des chansons, notamment à des influences rhythm'n'blues de la Motown jusqu'aux sonorités des Caraïbes, un son qui repose sur un mélange habile des influences musicales de chacun des membres.
Musicalement, Mikey Craig est inspiré par le poids de la culture des Caraïbes, c'est-à-dire celle des rythmes reggae sur Love Twist et des rythmes calypso sur I'll tumble 4 Ya. L'influence majeure de Roy Hay vient de Steely Dan à travers tout ce qui touche aux accords jazz et aux arrangements multi-couches. Du côté de Jon,  son expérience dans les groupes punk rock alliée à son goût pour le jazz-rock et la soul vont permettre finalement de renforcer le groove du groupe. En ce qui concerne Boy George, ses influences majeures viennent de la soul de Philadelphie, le fameux Philly sound, et de la musique pop anglaise des années 1970. Des influences et des goûts musicaux qui sont notamment perceptibles lorsqu'il chante sur le romantique Time (Clock of the Heart), le soul-reggae Do You Really Want to Hurt Me ou le gospel Man Shake.

Plus précis, Mikey Craig en parle ainsi : 

« Jon et Roy écoutent plus du côté rock des choses, alors que j'écoute plus sur le côté ethnique. Le reggae, le calypso et d'autres musiques des Caraïbes. Ils fusionnent ensemble de belle façon. Les mélodies viennent généralement de George, il y a beaucoup de R&B et du son noir contemporain qui passent par lui et ce dans la façon dont il formule les lignes, dans la façon dont il sort les sons de sa voix. George est fondamentalement un chanteur de soul blanche. »

Dans le groupe, le processus créatif se structure en deux parties, commençant en premier par les mélodies proposées par George qui sont traduites ensuite par Roy en termes musicaux, mettant en place notamment  accords et mélodies. Puis, Jon et Mikey travaillent l'autre partie en interprétant ces mêmes mélodies en termes rythmiques.
Boy George résume ainsi Culture Club : « Un pont entre l'énorme séparation qui existe toujours entre le rock blanc et la soul noire, il s'agit d'être une partie de tout. »
Et sur le même sujet, Roy Hay affirme : 

« Il y a tellement de similitude entre les chansons rock classiques et les chansons R&B classiques que c'est pitoyable de prétendre qu'un blanc ne peut pas faire de la soul ou qu'un noir ne peut pas faire du rock. Les barrières s'effrondent lentement, et je suis fier que Culture Club ait contribué à ce mouvement. »

### Triomphe de Colour by Numbers
Le groupe assoit sa popularité et atteint son apogée artistique en 1983 avec son deuxième album, Colour by Numbers. Le premier titre, Karma Chameleon, dans la même dynamique que Do You Really Want to Hurt Me, est son grand succès de l'année avec seize numéros un et sept millions de 45 tours vendus dans le monde. Dans l'Hexagone, le titre Karma Chameleon culmine en tête des classements avec sept-cent-vingt-mille 45 tours vendus.
Cet album musicalement riche contient aussi plusieurs autres tubes tels que le pop-funk It's a Miracle avec un clip-vidéo mettant en scène le groupe évoluant dans une sorte de Trivial Pursuit géant, ou de Church of The Poison Mind avec la participation de la chanteuse anglaise Helen Terry à la voix soul. Ils sont suivis de Miss Me Blind, pop oscillant entre guitare rock et guitare funk, avec un clip réalisé par Steve Barron. Le sombre et tragique Victims et le soul Black Money avec de nouveau Helen Terry, titre souvent diffusé sur la FM, ferment cette série de succès. L'album, qui se vend à plus de dix millions d'exemplaires dans le monde, est certifié disque d'or en France avec cent-mille exemplaires, triple disque de platine au Royaume-Uni et quadruple disque de platine aux États-Unis tout en restant deuxième au classement américain du Billboard pendant six semaines consécutives derrière l'album le plus vendu de l'histoire de la musique, Thriller de Michael Jackson.
L'année 1984 démarre sur les chapeaux de roues avec une série de récompenses tels que le TV Times Awards du « Meilleur groupe » le 31 janvier, le BPI Awards du « Meilleur groupe » le 9 février, le Music Week Awards du « Meilleur titre, groupe et producteur » le 15 février et pour la seconde année consécutive George gagne le BBC Rock & Pop Awards pour « La personnalité pop de l'année ». Aux États-Unis, Culture Club est recompensé par leurs homologues américains en recevant le Grammy Award du « Meilleur nouvel artiste » le 29 février 1984.
Loin de prendre une pause, le groupe anglais entame une longue série d'enregistrements, de vidéo-clips et de concerts étalée sur toute l'année. Le 24 février 1984, il tourne le clip de Miss Me Blind et début mars apparaissent les premières diffusions du clip It's a Miracle à la télévision. Toujours en février, c'est le début de l'enregistrement de son troisième album et de deux titres, The Dream et Love Is Love, pour la bande originale du film Electric Dreams ainsi que la fin de l'enregistrement du titre Love Lies Lost d'Helen Terry, leur protégée et la presque cinquième membre du groupe. Le 45 tours Love Lies Lost sort le 30 avril 1984 dans lequel Boy George, Hay et Terry ont participé à l'écriture, Hay et Moss à l'enregistrement de la chanson. Roy et George participent aussi à l'album des rock stars californiennes les Beach Boys sur une chanson appelée Passing Friend qui sortira durant l'année 1985.

Du 4 au 28 mars, ils continuent le travail en studio tout en se préparant à la tournée américaine et mondiale de plus de vingt dates qui débute le 31 mars à Montréal au Canada avec un mois complet de répétition. Le Colour by Numbers Tour est accueilli en triomphe par le public américain et canadien, notamment à Montréal ; une tournée qui débute en Amérique du Nord passant dans de nombreuses villes dont Ottawa, Detroit, Atlanta ou Nashville. Dans leur périple, ils connaissent notamment un contre-coup mouvementé le 5 avril à Columbus dans l'Ohio. Une date marquante pour le batteur du groupe, Jon Moss, potentielle victime d'un tireur : 

« Quelqu'un a essayé de me tirer une balle dans l'hôtel. Il est venu frapper à la porte de notre suite avec une arme à feu. La police l'a attrapé et l'a emmené et il s'est avéré qu'il était recherché pour homicide. »

C'est au Japon, du 17 au 27 juin, et en Australie, du 28 juin au 14 juillet 1984, que le groupe recueille l'adhésion des locaux et peut constater ainsi l'essor de sa célébrité mondiale. L'impact populaire du groupe est notable lors de son arrivée à Adélaïde en Australie, le centre ville du Rundle Mall est débordé par des milliers d'habitants, avec une estimation d'après la presse australienne entre dix-mille à vingt-cinq-mille personnes présentes, qui attendent de découvrir les quatre musiciens anglais.

## Début de la fin: 1984-1985

### Échec du troisième album
Waking Up with the House on Fire, qui sort en octobre 1984, est comme son prédécesseur, un mélange de soul, de funk, de calypso et de pop, mais il est de qualité inférieure.
Il devient la première déception du groupe tant d'un point de vue commercial que critique. Les chansons sont bâclées, les mélodies sont inexistantes, c'est un album dans lequel le groupe semble avoir perdu la créativité de ses débuts, le contexte manque de souffle et d'âme (soul) créant un fossé tel que Culture Club ne parviendra pas à le combler durant les années suivantes, bien que l'album devienne un succès en France avec cent-mille exemplaires vendus, un disque de platine en Angleterre et aux États-Unis, atteignant les cinq millions de ventes dans le monde.
Le groupe est éreinté et éprouve une lassitude due à un emploi du temps anarchique durant l'année 1984, menant tambour battant leur activité professionnelle avec trois enregistrements différents de disque, dont ce troisième album élaboré de manière décousue et dans la précipitation entre le début du mois de mars jusqu'à août ; ainsi que par un désintérêt de Boy George pour l'élaboration de cet opus, laissant le choix final à Roy Hay, un passionné de l'utilisation des séquenceurs et des ordinateurs, de contrôler et de paralyser la création des chansons. De plus, la tournée mondiale Colour by Numbers Tour, couvrant trois continents entre le mois de mars et de juillet, ainsi que le tourbillon médiatique international n'ont fait qu'amplifier la faillite de ce nouvel album, qui ne parvient pas à répondre aux attentes de la maison de disques, des médias et des fans à la suite du succès artistique et commercial de Colour by Numbers.
Quelques mois plus tard en 1985, le leader de Culture Club déclare dans les pages du magazine anglais Smash Hits : « Quand j'écoute le troisième album, je pense que c'est vraiment nul. Je n'ai pas assez bien chanté sur l'album. Je n'ai pas fait tous les efforts nécessaires dans tout. Je n'ai pas travaillé, et j'ai été vraiment paresseux. »

Le seul titre qui sort du lot est le pop The War Song, un hit qui se classe au septième rang du Top 50 français. C'est une chanson engagée, un plaidoyer contre la guerre illustré dans le vidéo-clip par des défilés de mannequins-guerriers, de soldats, de chars, d'explosions et de quatre cents enfants grimés en squelettes dans un monde en désolation. À propos de The War Song, Boy George déclarera : 

« C'est une chanson vraiment heureuse, une chanson positive à chanter avec une approche vraiment différente de l'objet.[...] Mais les paroles sont sarcastiques, reflétant l'idée de l'après drame, le bonheur,. »

À l'automne 1984, le groupe repart en tournée aux États-Unis et pour quelques dates en Angleterre. Le Waking Up with the House on Fire Tour n'est pas à la hauteur des attentes de la maison de disques. C'est une tournée ruineuse qui ne suscite plus le même intérêt qu'il y a quelques mois. À Dallas, Texas, le groupe a beaucoup de mal à remplir la salle dès la première date. L'accueil est mitigé sur le sol américain, les concerts de Louisville et d'Oklahoma City sont annulés. L'accueil réservé à cette tournée est une déception pour le groupe. Une désillusion qui ne fait que précipiter son annulation en novembre. Les dissensions internes, artistiques ou d'égo de George vis-à-vis de Hay et Craig ou sentimentales entre Moss et George, n'arrangent pas la vie du groupe et affectent négativement sa créativité.

### Vacances et distances
Peu de temps après, Jon Moss et Boy George participent chacun de leur côté au collectif Band Aid mis en place par Bob Geldof et Midge Ure avec de nombreux groupes et chanteurs pop, rock et new wave anglais pour l'enregistrement de la chanson humanitaire Do They Know It's Christmas? destinée à venir en aide aux populations victimes de la famine en Éthiopie. Le titre atteint le haut des classements en Angleterre et en Europe durant les fêtes de Noël 1984. Cette réunion d'artistes donne l'impulsion à la même action en 1985 aux États-Unis avec USA for Africa, en France avec Chanteurs sans frontières et en Afrique avec Tam-Tam pour L'Éthiopie.
À partir de février 1985, Culture Club se rend compte qu'il est temps de prendre des vacances. De son côté, George part vivre à New York avec ses amis. Il se produit sur la scène de l'Apollo Theater de Harlem en se prêtant à un duo avec Stevie Wonder sur l'un des tubes de l'année 1985, le titre Part-Time Lover, et il participe aussi à un autre duo avec Luther Vandross sur What Becomes of the Brokenhearted. Durant cette période, il chante avec d'autres grandes voix de la musique noire américaine comme Chaka Khan ou Dionne Warwick avec le titre Save a Little Prayer For Me sur le plateau de l'émission populaire de variétés américaine Solid Gold. Néanmoins, il passe la plus grande partie de son temps en soirée ou dans des fêtes dans lesquelles il commence à sombrer dans la drogue.
Loin des tumultes de leur leader, leur manager Tony Gordon part en Espagne pour des raisons fiscales, suivi peu de temps après par Roy Hay et Mikey Craig qui quittent le Royaume-Uni pour les mêmes raisons. Tandis que Jon reste à Londres pour produire le groupe anglais Wow Yeh Yeh, Mikey séjourne tranquillement en France et Roy Hay travaille avec la chanteuse anglaise Eugenie tout en tentant en vain de produire le premier titre du groupe anglais Curiosity Killed the Cat (en).
Le quatuor ne sort pas d'album et ne fait que leur seul tube de l'année, enregistré un an plus tôt, la ballade Love is Love. En France, la chanson atteint la 29e place dans le classement officiel du Top 50 au mois de juin 1985, et rejoint aussi la troisième place au classement canadien. Le titre Love is Love fait partie de la bande originale du film Electric Dreams.
De retour de vacances, le groupe entame sa dernière tournée mondiale, intitulée le Let's Be Modern Tour, qui les conduit à faire des concerts en Grèce, à Athènes dans le cadre d'un festival rock, dans une ambiance houleuse avec un public tapageur et indiscipliné. Le concert prend subitement fin de façon violente lorsque la foule commence à huer le groupe et à lui jeter pierres et bouteilles, blessant notamment à la tête Phil Pickett, l'un des calviéristes accompagnant en live Culture Club. 
Le groupe est amené à faire des concerts en Israël à Tel 'Aviv, à Puerto Rico, qui demeure le show préféré de George, ainsi que des prestations scéniques réussies aux États-Unis, sur la côte ouest en Californie du Sud avec sept spectacles dans cinq lieux différents en une semaine et sur la côte est dans le New Jersey et à Jones Beach près de New York. Autrement le 13 juillet, les quatre musiciens font l'impasse, comme Eurythmics et Tears for Fears, à une participation au double concert historique, basé à Wembley et à Philadelphie, du Live Aid, un concert destiné à la collecte de fonds pour lutter contre la famine en Éthiopie.
Durant cet été 1985, le groupe joue également à Montreux en Suisse, dans le cadre d'un festival pop et rock international proposant trois de leur succès, The War Song, Love Is Love et Karma Chameleon. D'ailleurs en octobre 1985, Culture Club est dans la ville de Montreux et de ses renommés studios d'enregistrements pour la réalisation de son quatrième album.

Dans cettea perspective, le contexte semble au beau fixe entre tous les membres du groupe. Malgré les tensions ayant existé entre eux les mois précédents, Boy George de bonne foi, déclare plus tard : 

« L'ambiance dans le groupe a été excellente, tout le monde s'entendait si bien que j'ai oublié que je n'avais pas parlé à Mikey depuis un an.[…] Roy et moi, nous avons eu une période où nous nous sommes vraiment détestés, Alor que nous n'aurions tout simplement pas dû nous mettre dans cette situation. Désormais, nous nous entendons très bien. » ref name="norsk biografi"/>. »

La conception de ce quatrième album se déroule dans des circonstances inhabituelles pour Boy George, quittant à quelques reprises, en novembre 1985, les studios d'enregistrement pour aller à Londres afin de s'adonner à la cocaïne et l'héroïne. Plus tard en 1986, David O'Dowd affirme dans les pages de Rolling Stone Magazine que son frère consomme de la cocaïne au cours des séances d'enregistrement.
Arif Mardin, l'habile producteur des années 1960 et 1970 pour George Benson, Aretha Franklin, David Bowie ou le groupe Queen, admettra que Boy George n'était pas présent régulièrement lors de la réalisation de l'album et qu'il n'était pas toujours là quand il était temps pour lui d'enregistrer ses parties de chant : « Quand son travail sur l'album a été terminé, George est retournéa à New York et a recommencé à faire la fête avec encore plus d'ardeur. »
À la fin des séances d'enregistrements du futur album, le groupe a le projet de faire un grand concert le 27 décembre 1985 à Los Angeles au Anaheim Stadium. Un concert au côté d'un autre groupe emblématique de cette période, Duran Duran, pour une diffusion mondiale par satellite,. Cette dernière prestation scénique de Culture Club est annulée en raison du retrait de Duran Duran dû notamment à des contraintes contractuelles du groupe ainsi qu'à des problèmes de négociations de la salle de spectacle de la part des promoteurs.

## Séparation: 1986-1987

### Dernier sursaut
Culture Club entame le début de l'année 1986 par trois semaines de tournage à Los Angeles, pour un unique épisode de la série populaire l'Agence tous risques aux côtés de George Peppard, Mister T., Dirk Benedict et Dwight Schultz, dans l'épisode no 16 nommé Cowboy George de la saison 4 (1985-1986). Cette apparition dans la série la plus connue au monde est un moyen efficace de promotion mondiale pour le groupe dans la perspective de la sortie des deux premiers titres du futur album From Luxury to Heartache.
Les deux principaux singles de From Luxury to Heartache sont God Thank You Woman et Move Away qui débarquent sur les ondes en mars-avril 1986. Le premier cité est une chanson en hommage aux femmes avec un vidéo-clip réalisé par Steve Barron montrant différentes actrices des années 1950-1960 telles que Brigitte Bardot, Sophia Loren ainsi que Britt Ekland et Claudia Cardinale évoluant et dansant autour du groupe. Move Away est une chanson synth-pop dont le clip se déroule dans une salle de cinéma, une rue et les boutiques d'une ville italienne. Ces deux titres connaissent une importante diffusion mondiale, le succès est au rendez-vous en Angleterre ou aux États-Unis avec Move Away. En France, Move Away fait une discrète et une furtive apparition dans le Top 50 avec un classement de 47e au printemps 1986.
L'album From Luxury to Heartache, d'un budget de six millions de dollars, est produit par l'expérimenté Arif Mardin qui a remplacé Steve Levine, le producteur des trois premiers albums. Si ce quatrième opus est supérieur par son contenu à Waking Up with the House on Fire, il est de moindre qualité que les deux premiers albums de l'histoire du groupe.
À travers cet album, le son Culture Club est revitalisé en partie par un mélange de musique funk et de synth-pop qui permet au groupe de repartir sur de meilleures bases avec une ambiance positive générale. Malgré les critiques peu encourageantes de la presse musicale anglaise, From Luxury to Heartache parvient tout juste à décrocher sur une courte période une 10e place dans les ventes anglaises, une 32e place aux États-Unis et un 18e rang en Norvège. Pour le monde de l'industrie du disque, cet album est un échec commercial qui se vendra moins que le précédent.

Pour Boy George la déception est grande, dans les pages du magazine musical en vogue de l'époque, Blitz, il déclare : 

« Je ne comprendrai jamais pourquoi un bon disque comme God Thank You Woman n'a pas obtenu de résultat dans les charts. Je pense que c'est un disque brillant et notre album est vraiment génial. Je suis catégorique à ce sujet, c'est un grand album. J'y ai mis tout mon cœur et  beaucoup d'efforts. Je pense vraiment que le problème avec l'album était que nous ne sommes pas allés en tournée, je veux dire, j'aurai bien aimé aller en tournée, mais évidemment avec mon état physique, nous ne pouvions pas ; je me suis trompé sur l'idée d'aller en tournée... Cela m'a explosé la tête. »

Le groupe se produit pour la dernière fois à la télévision le 23 mai 1986, à l'occasion d'une émission pour enfants, le Disneyland's Summer Vacation Party, en présence de Kenny Loggins, Electric Light Orchestra, Miami Sound Machine, Jay Leno et de nombreuses autres personnalités. Pour cette émission, le quatuor est réduit à trois, Roy Hay étant resté auprès de sa compagne. Le trio propose au public américain trois titres de leur dernier album : God Thank You Woman, Move Away et Work On Me Baby,.

### Chute d'une idole
Au début de l'été 1986, tout s'accélère dramatiquement pour le leader de Culture Club. Le 29 juin, George vit un cauchemar lors du concert du collectif d'Artists Against Apartheid, dans le parc londonien de Clapham Common. Méconnaissable physiquement à cause des effets de la drogue et d'un maquillage masquant ceux-ci, les videurs qui ne l'avaient tout d'abord pas reconnu lui refusent l'accès des coulisses. Sans la présence des autres membres de Culture Club ayant compris que ce n'était pas le meilleur moment de rejoindre leur leader sur scène, Boy George chante dans des circonstances difficiles trois titres : deux chansons du groupe Black Money et l'inédit Melting Pot, puis l'un des classiques de Stevie Wonder, le titre Heaven Help Us All. Au cours de sa prestation scénique, le public impitoyable lui lance près de deux douzaines de bouteilles et de canettes de bières. Avant de quitter la scène, George salue la foule par un au revoir sarcastique : « Votre toxicomane favori. »
Puis le 12 juillet c'est la chute, George est arrêté par la police dans une clinique dans laquelle il reçoit un traitement médical lié à sa toxicomanie. La police interroge pendant plus de huit heures la pop star, qui est accusée d'être en possession d'héroïne. Le chanteur est libéré sous caution, mais cette arrestation a des conséquences désastreuses sur son image.
Et le 29 juillet, Michael Rudetsky, musicien et claviériste sur From Luxury to Heartache, est retrouvé mort par Kevin O'Dowd, le frère de George, dans l'appartement du leader de Culture Club après une overdose d'héroïne. La famille de Rudetsky porte plainte contre le chanteur comme étant le principal responsable. Au cours de l'enquête, la police perquisitionne six lieux à Londres et arrête cinq personnes, dont Marilyn, né Peter Robinson, un proche de Boy George, et Kevin O'Dowd. À l'issue de l'enquête, Scotland Yard lave Boy George, de tout soupçon.
À la suite de ces événements dramatiques, une campagne de presse à charge s'abat sur Boy George avec des unes s'affichant dans toute la presse britannique et faisant tache d'huile dans le monde entier. 
L'idole anglaise se retrouve en une du Sun, du Standard, du Mirror et d'autres journaux avec des titres peu flatteurs tels que ceux du Daily Express : « La Police traque Boy George » ou duStar : « Héroïne surprise », ou du Sun : « Junkie George a huit semaines à vivre ». Le rouleau compresseur médiatique est tel que Scotland Yard appelle dans un communiqué à l'apaisement en faveur du leader de Culture Club.

La pop star Boy George ne supportant plus sa célébrité mondiale et les exigences qu'elle comporte donne en septembre 1986 une interview-vérité dans le magazine Blitz. Il s'exprime au sujet de Culture Club avec regret et dépit : 

« J'aimerais que nous soyons une bande de frimeurs, et c'est le problème avec Culture Club, il n'y a qu'un chanteur — moi — et trois poltrons. Je suis désolé, c'est peut-être dur de dire cela, mais je répète constamment à Jon, « S'il te plaît sois une star. Montre-le ! » Je voulais qu'il soit à l'honneur. »

C'est presque malgré lui que le chanteur annonce les raisons futures de rupture avec son groupe : 

« J'aime la musique, j'aime chanter et j'aime jouer et ce qui s'est passé avec Culture Club, c'est que nous avons arrêté de nous voir sur le plan professionnel. Nous avons arrêté de répéter et d'écrire ensemble. Tout est devenu une stratégie (marketing), vous savez, le calendrier (professionnel), c'est tellement affreux. Cela m'énervait et c'est probablement la raison pour laquelle je suis parti, que j'ai pris des tas de drogues et fait tout ce dont j'avais envie. C'était comme être dans le groupe Genesis et je ne voulais pas être dans un groupe comme celui-là. »

La fin de Culture Club est alors irréversible dans ce contexte difficile et de tourment médiatique l'y accompagnant. Confirmé par Boy George, le groupe se sépare au printemps 1987.

## Après Culture Club: 1987-1997

### Boy George - Mikey Craig
Après une cure de désintoxication, Boy George repart sur une carrière solo peu de temps après la dissolution du groupe durant ce même printemps 1987 avec la reprise d'un vieux reggae Everything I Own, qui aura un succès inattendu dans les classements anglais et européens après le déferlement médiatique vécu.
En 1986, dans le cadre de l'album Blue Notes d'Helen Terry, George et Roy continuent de travailler ensemble sur la composition de deux titres Come on and Find Me et Feelin' Your Heart. Ce n'est seulement qu'à partir de 1987 que le médiatique chanteur reprend ses activités de DJ après un voyage à Ibiza et crée à la fin des années 1980 un nouveau label, More Protein. Durant les dix années qui suivent, il sort une vingtaine de singles agrémentés de quelques succès dans les charts européens tels que Everything I Own, la ballade To Be Reborn en 1987 ou le plus rythmé Bow Down Mister en 1991. Aux États-Unis, The Crying Game est le seul titre de cette période à percer au Billboard avec une 15e place.
L'après Culture Club se déroule dans la discrétion pour Mikey Craig. Il joue de la basse en 1988 pour la chanteuse anglo-jamaicaine Ruby Turner sur le titre Baby I Need Your Lovin' produit par Roy Hay dans l'album The Motown Song Book. En tant que chanteur accompagné du groupe The Method, il propose un single pop avec I'm A Believer publié par Virgin Records, titre qui passe inaperçu en 1989. Pendant les années 1990, il est le producteur exécutif de sa propre maison de disque appelée Slamm Records, un label qui propose des hits dance et house anglais pendant l'année 1996 avec des artistes comme Mr. & Mrs. Smith avec Gotta Get Loose ou Mankey avec Believe in Me ou Double Trouble.

### Jon Moss - Roy Hay
En 1987, c'est en tant que batteur-percussionniste et choriste que Jon Moss retrouve un groupe dans Heartbeat UK dans lequel il produit aussi le titre pop Jump To It!, un titre qui ne dépasse pas les frontières du Royaume-Uni. Il participe aussi entre 1990 et 1992 au groupe Promise Land avec son ami d'enfance Nick Feldman, sortant deux titres comme Something In The Air et Circle in The Square. Puis en 1995, il rejoint le groupe Yeah de Sebastian Wocker pendant deux ans sur une série de concerts pop rock jusqu'à son retour au sein de Culture Club.
Pour Roy Hay, le virage de l'après Culture Club est l'un des mieux négociés du groupe. Le musicien fonde en 1987 avec John "Robinson" Reid, le groupe This Way Up et pendant deux ans, il coécrit, produit et joue de nombreux instruments tels que guitare,  claviers,  fairlight ou piano. This Way Up sort trois 45 tours : Tell Me Why, 72e dans les classements britanniques, If I Can't Have You et Louise. Toujours en 1987, avec Boy George, il coécrit et produit les faces B des différents singles extraits de l'album Sold  : State Of Love et Are You Too Afraid.
De 1987 jusqu'au milieu des années 2000, c'est presque sans interruption qu'il enchaîne les albums en tant que producteur et/ou compositeur pour de nombreux et divers artistes tels que : Ruby Turner en 1988 dans Baby I Need Your Lovin' avec Mikey Craig à la basse et le légendaire groupe de la Motown, les Four Tops dans les chœurs ; ainsi que Sarah Jane Morris en 1988, Brenda K. Starr en 1991 avec If You Could Read My Mind, le groupe Deep Water en 1993 ou Preska en 1990 avec Let's Get Real pour le compte de sa maison de production Haywired Productions.
Il produit et compose aussi des musiques de publicité pour un cigarettier ou pour un important équimentier sportif lors du Super Bowl en 1993. Il compose aussi plusieurs musiques de séries télévisées dont Gun (1997), Cracker (1997) ou Dead Zone (2002-2005) et des musiques de films dont Meteor Man (1993) avec le titre Is It Just Too Much pour le chanteur Keith Washington, Ultime Vengeance (2003) avec Steven Seagal, Precious Find (1996) ou Goodbye America (1997) avec Corin Nemec.
C'est en tant que musicien qu'il joue aussi de la guitare en 1997 sur le CD Feelings Are Too Good And Other Lies de John Taylor, le bassiste de Duran Duran, et qu'il participe en tant que choriste à l'album Water Under The Bridge en 1987, de la chanteuse américaine Deniece Williams.

## Retours: 1998-2015

### Premier retour 1998-2002
Le groupe tente de se reformer en 1989 après plusieurs demandes infructueuses de Tony Gordon, l'ancien manager de Culture Club et actuel manager de Boy George à cette époque. Néanmoins, George accepte d'essayer une douzaine de chansons inédites lors de séances d'enregistrements avec le groupe. l'ex-leader de Culture Club préfère s'atteler à ses propres projets de disques, comme l'organisation de son propre label, More Protein, et de sa musique pour les clubs.
Le 2 mai 1998, le groupe fait son premier retour dans le cadre de l'émission américaine de la chaîne par câble VH1 Storytellers avec un enregistrement dans les studios Sony à New York. Culture Club se réunit brièvement durant l'été 1998 lors de la tournée Big Rewind Tour aux États-Unis aux côtés d'artistes des années 1980, le groupe Human League et le chanteur-musicien Howard Jones. Le groupe propose sur scène ses plus grands succès comme Karma Chameleon ou Church of The Poison Mind et une chanson de Boy George, une reprise, The Crying Game. Pour un premier retour sur scène, après leurs derniers concerts durant l'été 1985, les quatre musiciens ont l'air hagard et semblent guère enthousiasmés d'être de nouveau ensemble,.
À propos de cette réunion, George déclare dans les colonnes du quotidien le Los Angeles Times : « C'est un voyage de nostalgie, Il n'y a aucun moyen d'éviter cela. »
Une compilation Greatest Moments sort le 9 novembre 1998, ce nouveau CD devient un disque de platine au Royaume-Uni qui atteint le 15e rang dans le classement des ventes anglaises. Il contient les titres de Culture Club de la période 1982-1986 et de trois titres de Boy George avec Everything I Own, The Crying Game et Generations of Love. Dans les classements, un nouveau titre I Just Wanna Be Loved issu de la même compilation, devient un succès au Royaume-Uni en se hissant au 4e rang dans les meilleures ventes du moment.
En France, le groupe est boudé par le public et ne décroche pas un seul hit. Cependant, le quatuor fait une apparition remarquée au cours de l'émission Qui est qui? présentée par Marie-Ange Nardi. Culture Club donne à cette occasion une courte interview tout en se présentant de nouveau réuni devant le public de France 2 en direct.
Le 22 novembre 1999, les quatre musiciens sortent leur cinquième album Don't Mind If I Do, leur premier depuis 1986. Le CD est seulement disponible en Europe et au Japon, et reste absent des bacs aux États-Unis, une première pour le groupe depuis 1982. L'album essuie un échec commercial au Royaume-Uni, n'atteignant que le 64e rang au classement des ventes ; malgré une forte promotion et des critiques favorables, présentant cet album au style pop rock comme le plus solide et mature de leur carrière, avec un mélange des éléments musicaux qui ont fait de Culture Club un phénomène pop.
Dans son contenu, allant du rock à la soul et d'une abondante influence reggae, le CD propose quinze titres originaux dont l'inédit de 1998 I Just Wanna Be Loved et une reprise d'un classique, Starman de David Bowie, ainsi que des ballades mélancoliques comme Less Than Perfect et Cold Shoulder, du rétro-rock avec Sign Language et de la musique latino avec Black Comedy. 
Les deux CD singles, une version réenregistrée de Your Kisses Are Charity avec Dolly Parton en invitée atteint le 25e rang en août tandis que Cold Shoulder parvient au 43e rang dans les classements anglais à la fin de l'année 1999.
Durant les années 1999 et 2000, le groupe part en tournée avec le Club Sandwich Tour et le Far East and Down Under Tour à Singapour, en Australie et au Japon en mars 2000. Une tournée plus longue est présentée par le Club Sandwich Tour aux États-Unis avec un total de vingt-cinq dates. 
En 2002, Culture Club se produit en concert pour la seule et dernière fois de la décennie à l'occasion de leur 20e anniversaire dans la salle mythique du Royal Albert Hall de Londres. À partir de 2003, les activités de DJ et les albums solo de Boy George prennent le dessus sur Culture Club, le groupe redevient inactif pendant quelques années.
En 2005, Culture Club retrouve le chemin des charts en France lors de la sortie d'une version remixée de Do You Really Want to Hurt Me du disc-jockey Lbr dans un clip réalisé par J.G. Biggs, avec la présence de la personnalité Steevy Boulay évoluant dans un garage en sosie de Boy George du début des années 1980.

### Deuxième retour 2011-2015
En 2006, les deux membres d'origine de Culture Club, Craig et Moss, tentent de relancer pour une ènième fois le groupe avec à la clef une tournée mondiale et une série télévisée sur le groupe, un agenda prévu pour 2007. Malgré les refus de George et de Roy de participer à ces concerts, les deux autres membres engagent Sam Butcher, un chanteur de vingt-neuf ans ressemblant à Boy George, à la suite d'une annonce publiée dans la presse par leur maison de disques Virgin Records. Après un spectacle unique, ce nouveau Culture Club sans Boy George est vite abandonné. Quelques années plus tard, en 2011, dans la presse anglaise, le leader naturel de Culture Club présente cette situation ubuesque : 

« Vous savez, cette tentative affreuse de me remplacer m'a mis vraiment en colère, et puis j'ai un peu ri aussi parce que je pensais que c'était une idée ridicule, parce que je n'avais jamais essayé d'être dans Culture Club sans les trois autres. Je pense que le groupe est la somme de ses parties. Ce que j'ai compris du groupe au cours de ces dernières années, c'est qu'il y a une sorte de magie à ce que nous avons fait et à ce que nous représentons. »

En 2011, le groupe entier se retrouve pour un deuxième retour à l'occasion de son trentième anniversaire sur les scènes de Dubaï le 29 décembre et de Sydney le 31 décembre.
Le 19 juillet 2014, Boy George, Moss et Craig se reforment de nouveau et prennent part à deux heures de concert au Château d'Édimbourg lors de la cérémonie d'ouverture des Jeux du Commonwealth à Glasgow. Blessé à un genou, Roy Hay n'est pas présent lors de cette prestation publique. Culture Club chante leurs deux plus grands succès : Do You Really Want to Hurt Me et Karma Chameleon.
Du 1er au 28 novembre 2014, une tournée nord-américaine de dix dates est programmée avec les membres de Culture Club au complet, débutant à Los Angeles le 1er novembre au County Museum of Art dans le cadre de la quatrième manifestation du ART+Film Gala avec leurs nouvelles chansons, à Rancho Mirage le 15 à l'Agua Caliente, de nouveau à Los Angeles le 19 au Shrine Auditorium, à Las Vegas le 22 dans la salle The Pearl, à Atlantic City à l'Etess Arena et à New York dont le concert affiche complet en avance pour le 25 novembre au Beacon Theatre. Puis à partir du 11 décembre 2014, une tournée mondiale de onze dates est prévue avec la présence de la chanteuse anglaise et membre du groupe Yazoo, Alison Moyet en tant qu'invitée spéciale. Cependant, en raison d'un polype, une tumeur bénigne d'une des cordes vocales de Boy George, l'ensemble de ces concerts sont annulés et reportés.
Une tournée américaine automnale est initialement prévue pour la promotion du premier single nommé More Than Silence, diffusé dès le 5 novembre 2014, et du sixième album du groupe, intitulé Tribes, dont la publication est prévue durant l'année 2015. 

 
Au sujet de More Than Silence, Boy George déclare : 

« Les artistes font de compliqués amoureux parce qu'ils ont toujours besoin du public. Je dis toujours que le silence est le son le plus bruyant de tout l'univers. Roy a toujours voulu faire (dans le groupe) un peu de rock. Je crois que nous sommes arrivés à créer une chanson qui lui en donne l'occasion. »

Tribes est le premier album original du groupe depuis Don't Mind If I Do en 1999, un CD produit par Youth, bassiste et cofondateur du groupe Killing Joke et producteur de Paul McCartney, The Verve, The Cult et Primal Scream.
Finalement, l'album ne sortira pas.
Le 26 octobre 2018 sort, chez BMG, Life le nouvel album du groupe. Il reprend de nombreux titres qui auraient dû figurer sur Tribes. Let somebody love you en est le premier extrait.

## Discographie

### Albums: 1982-2018
| Année | Album                            | CLASSEMENT | CLASSEMENT | CLASSEMENT | CLASSEMENT |
| Année | Album                            | FR         | UK         | US pop     | JAP        |
| ----- | -------------------------------- | ---------- | ---------- | ---------- | ---------- |
| 1982  | Kissing to Be Clever             | 2          | 5          | 39         | 7          |
| 1983  | Colour by Numbers                | 4          | 1          | 2          | 1          |
| 1984  | Waking Up with the House on Fire | 2          | 2          | 26         | 4          |
| 1986  | From Luxury to Heartache         | —          | 10         | 32         | 13         |
| 1999  | Don't Mind If I Do               | —          | 64         | —          | —          |
| 2018  | Life                             | ...        | ...        | ...        | ...        |

#### Compilations
- Principales compilations du groupe :

| Année | Album                                               | CLASSEMENT | CLASSEMENT | CLASSEMENT | CLASSEMENT |
| Année | Album                                               | FR         | UK         | US pop     | JAP        |
| ----- | --------------------------------------------------- | ---------- | ---------- | ---------- | ---------- |
| 1987  | This Time : The First Four Years                    | —          | 8          | —          | 30         |
| 1993  | At Worst... The Best of Boy George and Culture Club | —          | 24         | 169        | —          |
| 1998  | Greatest Moments / VH1 Storytellers (Live)          | —          | 15         | 148        | 94         |
| 2002  | Culture Club Box Set                                | —          | —          | —          | —          |
| 2005  | Culture Club 2005 Singles And Remixes               | 19         | —          | —          | —          |

### 45 Tours & CD Singles: 1982-2014
| Année | Face A / Face B et CD Singles                                                                    | CLASSEMENT | CLASSEMENT | CLASSEMENT | CLASSEMENT | CLASSEMENT | Album                                 |
| Année | Face A / Face B et CD Singles                                                                    | FR,        | US pop     | UK         | JAP        | CAN        | Album                                 |
| ----- | ------------------------------------------------------------------------------------------------ | ---------- | ---------- | ---------- | ---------- | ---------- | ------------------------------------- |
| 1982  | White Boy / Love Twist                                                                           | —          | —          | 114        | —          | —          | Kissing to Be Clever                  |
| 1982  | I'm Afraid of Me / Murder Rap Trap                                                               | —          | —          | 100        | —          | —          | Kissing to Be Clever                  |
| 1982  | Do You Really Want to Hurt Me / Do You Really Want to Hurt Me (Dub version)                      | 1          | 2          | 1          | 23         | 1          | Kissing to Be Clever                  |
| 1982  | Time (Clock of the Heart) / White Boys Can't Control It                                          | 7          | 2          | 3          | —          | 4          | Kissing to Be Clever                  |
| 1983  | I'll Tumble 4 Ya / Mystery Boy (États-Unis / Canada)                                             | —          | 9          | —          | —          | 9          | Kissing to Be Clever                  |
| 1983  | Church of the Poison Mind / Man Shake                                                            | 43         | 10         | 2          | 23         | 7          | Colour by Numbers                     |
| 1983  | Karma Chameleon / That's The Way                                                                 | 5          | 1          | 1          | 26         | 1          | Colour by Numbers                     |
| 1983  | Victims / Colour By Numbers                                                                      | —          | —          | 3          | —          | —          | Colour by Numbers                     |
| 1984  | Miss Me Blind / Colour By Numbers                                                                | 28         | 5          | 3          | —          | —          | Colour by Numbers                     |
| 1984  | It's a Miracle / Love Twist                                                                      | —          | 13         | 4          | 17         | 5          | Colour by Numbers                     |
| 1984  | The War Song / La chanson de guerre (Version Française)                                          | 7          | 17         | 2          | 52         | 3          | Waking Up with the House on Fire      |
| 1985  | The Medal Song / Don't Go Down That Street                                                       | —          | —          | 32         | 68         | —          | Waking Up with the House on Fire      |
| 1985  | Mistake No. 3 / Crime Time                                                                       | —          | 33         | —          | —          | 10         | Waking Up with the House on Fire      |
| 1985  | Love Is Love / Don't Go Down That Street                                                         | 26         | —          | —          | 9          | 3          | B.O.F. Electric Dreams                |
| 1986  | Move Away / Sexuality                                                                            | 47         | 12         | 7          | —          | 4          | From Luxury to Heartache              |
| 1986  | God Thank You Woman / From Luxury To Heartache                                                   | —          | —          | 31         | —          | —          | From Luxury to Heartache              |
| 1986  | Gusto Blusto / From Luxury To Heartache                                                          | —          | —          | —          | —          | 24         | From Luxury to Heartache              |
| 1998  | I Just Wanna Be Loved / Remix / Do You Really Want to Hurt Me (Quivver Mix)                      | —          | —          | 4          | —          | 18         | Greatest Moments                      |
| 1999  | Your Kisses Are Charity / Remixes                                                                | —          | —          | 25         | —          | —          | Don't Mind If I Do                    |
| 1999  | Cold Shoulder / Starman / Your Kisses Are Charity (Dolly Mix)                                    | —          | —          | 43         | —          | —          | Don't Mind If I Do                    |
| 2005  | Do You Really Want to Hurt Me (DJ LBR Remix) / Do You Really Want to Hurt Me (Version originale) | 16         | —          | —          | —          | —          | Culture Club 2005 Singles And Remixes |
| 2014  | More Than Silence (Radio Edit)                                                                   | ...        | ...        | ...        | ...        | ...        | Tribes                                |
| 2018  | Let Somebody Love You                                                                            | ...        | ...        | ...        | ...        | ...        | Life                                  |

45 Tours promotionnels :
- 1982 - Mystery Boy (Japon)
- 1984 - Mister Man (Afrique du Sud)
- 1984 - Don't Talk About It (Mexique)
- 1985 - Don't Go Down That Street (Japon) et classé no 69 au Canada
- 1986 - Heaven's Children (Royaume-Uni)

### Légende
- En fond jaune : Meilleur classement dans le Top 10.
- En fond vert : Classement dans les 50 meilleures ventes.

## Clips
- 1982 : Do You Really Want to Hurt Me
- 1982 : Time (Clock of the Heart)
- 1983 : I'll Tumble 4 Ya
- 1983 : Karma Chameleon
- 1983 : Church of the Poison Mind
- 1983 : Victims
- 1984 : Miss Me Blind
- 1984 : It's a Miracle
- 1984 : The War Song
- 1984 : The Medal Song
- 1984 : Mistake No. 3
- 1985 : Love Is Love
- 1986 : God Thank You Woman
- 1986 : Move Away
- 1998 : I Just Wanna Be Loved
- 1999 : Your Kisses Are Charity
- 2005 : Do You Really Want to Hurt Me (DJ Lbr Remix)